# Quercus maccormickoserrata
Quercus maccormickoserrata är en bokväxtart som beskrevs av Tchang Bok Lee. Quercus maccormickoserrata ingår i släktet ekar, och familjen bokväxter. Inga underarter finns listade.